# 索爾姆斯家族
索爾姆斯家族（德語：Haus Solms）是德國歷史上的一個貴族家庭。
索爾姆斯家族起源於中世紀晚期，但其早期歷史缺乏文獻記載。1410年奧托一世去世，長子伯恩哈德、次子約翰尼斯將領地一分為二，家族自此分為索爾姆斯-布勞恩費爾斯系與索爾姆斯-利希（Solms-Lich）系：

## 索爾姆斯-布勞恩費爾斯

### 伯爵
- 伯恩哈德二世，1410—1459
- 奧托二世，1459—1504
- 伯恩哈德三世，1504—1547
- 菲利普，1547—1581
- 康拉德，1581—1592
- 約翰·阿爾布雷希特一世，1592—1623
- 康拉德·路德維希，1623—1635
- 約翰·阿爾布雷希特二世，1635—1648
- 海因里希，1648—1693
- 威廉·莫里茲，1693—1720
- 腓特烈·威廉，1720—1742

1742年，腓特烈·威廉受晉升為親王。

### 親王
- 腓特烈·威廉，1742—1761
- 斐迪南，1761—1783
- 威廉，1783—1806

1806年，索爾姆斯-布勞恩費爾斯失去領地。

## 索爾姆斯-利希
- 約翰尼斯，1411—1457
- 庫諾，1457—1477
- 菲利普，1477—1544

### 索爾姆斯-霍恩索爾姆斯-利希
菲利普的長子萊因哈德為第一任伯爵。
- 萊因哈德一世，1544—1562
- 恩斯特一世，1562—1590
- 萊因哈德二世，1590—1596
- 格奧爾格·埃伯哈德，1596—1602
- 恩斯特二世，1602—1619
- 奧托·塞巴斯蒂安，1619—1632
- 路德維希·克里斯托夫，1632—1650
- 赫爾曼·阿道夫·莫里茲，1650—1718
- 腓特烈·威廉，1718—1744
- 卡爾·克里斯蒂安，1744—1803
- 卡爾，1803—1806

1806年，索爾姆斯-霍恩索爾姆斯-利希失去領地。

### 索爾姆斯-勞巴赫
菲利普的次子奧托早逝，其子腓特烈·馬格努斯繼承勞巴赫領地。
- 腓特烈·馬格努斯一世，1544—1561
- 約翰·格奧爾格一世，1561—1600
- 阿爾貝特·奧托一世，1600—1610
- 約翰·格奧爾格二世，1610—1632
- 阿爾貝特·奧托二世，1632—1639
- 卡爾·奧托，1639—1676
- 約翰·腓特烈，1676—1696
- 腓特烈·恩斯特，1696—1723
- 腓特烈·馬格努斯二世，1723—1738
- 克里斯蒂安·奧古斯特，1738—1784
- 腓特烈，1784—1806

1806年，索爾姆斯-勞巴赫失去領地。

### 索爾姆斯-巴魯斯
約翰·格奧爾格二世第四子腓特烈·西吉斯蒙德繼承巴魯斯領地。
- 腓特烈·西吉斯蒙德一世，1632—1696
- 腓特烈·西吉斯蒙德二世，1696—1737
- 腓特烈·戈特洛布，1737—1787
- 腓特烈·卡爾，1787—1801
- 腓特烈·海因里希，1801—1879
- 腓特烈·赫爾曼一世，1879—1904
- 腓特烈·赫爾曼二世，1904—1918